# 13848 Чоффі
13848 Чоффі (13848 Cioffi) — астероїд головного поясу, відкритий 7 грудня 1999 року.
Тіссеранів параметр щодо Юпітера — 3,593.